# 古达夫·特塞盖
古达夫·特塞盖（Gudaf Tsegay，1997年1月23日—）是一名主要参加1500米赛跑的埃塞俄比亚中跑运动员。她代表她的国家参加2014年和2016年世界室内田径锦标赛并在后者的比赛中赢得铜牌。她也在2019年世界田径锦标赛上赢得铜牌。2021年2月9日，古达夫·特塞盖在世界田联室内巡回赛法国列万站以3分53秒09的成绩打破女子1500米室内世界纪录。